# رادومیر (کوه)
رادومیر (به لاتین: Radomir) یک قله در یونان است که در استان بلاگووگراد واقع شده‌است. رادومیر ۲٬۰۳۱ متر بالاتر از سطح دریا واقع شده‌است.